# Masakra w areszcie w Augustowie
Masakra w areszcie w Augustowie – mord na więźniach przetrzymywanych w areszcie w Augustowie dokonany przez żołnierzy wojsk ochrony pogranicza NKWD 22 czerwca 1941 roku, w pierwszym dniu wojny niemiecko-sowieckiej. Ofiarą zbrodni padło około 30–34 osób. Była to jedna z wielu tzw. masakr więziennych, dokonanych przez sowiecki aparat bezpieczeństwa w lecie 1941 roku.

## Geneza

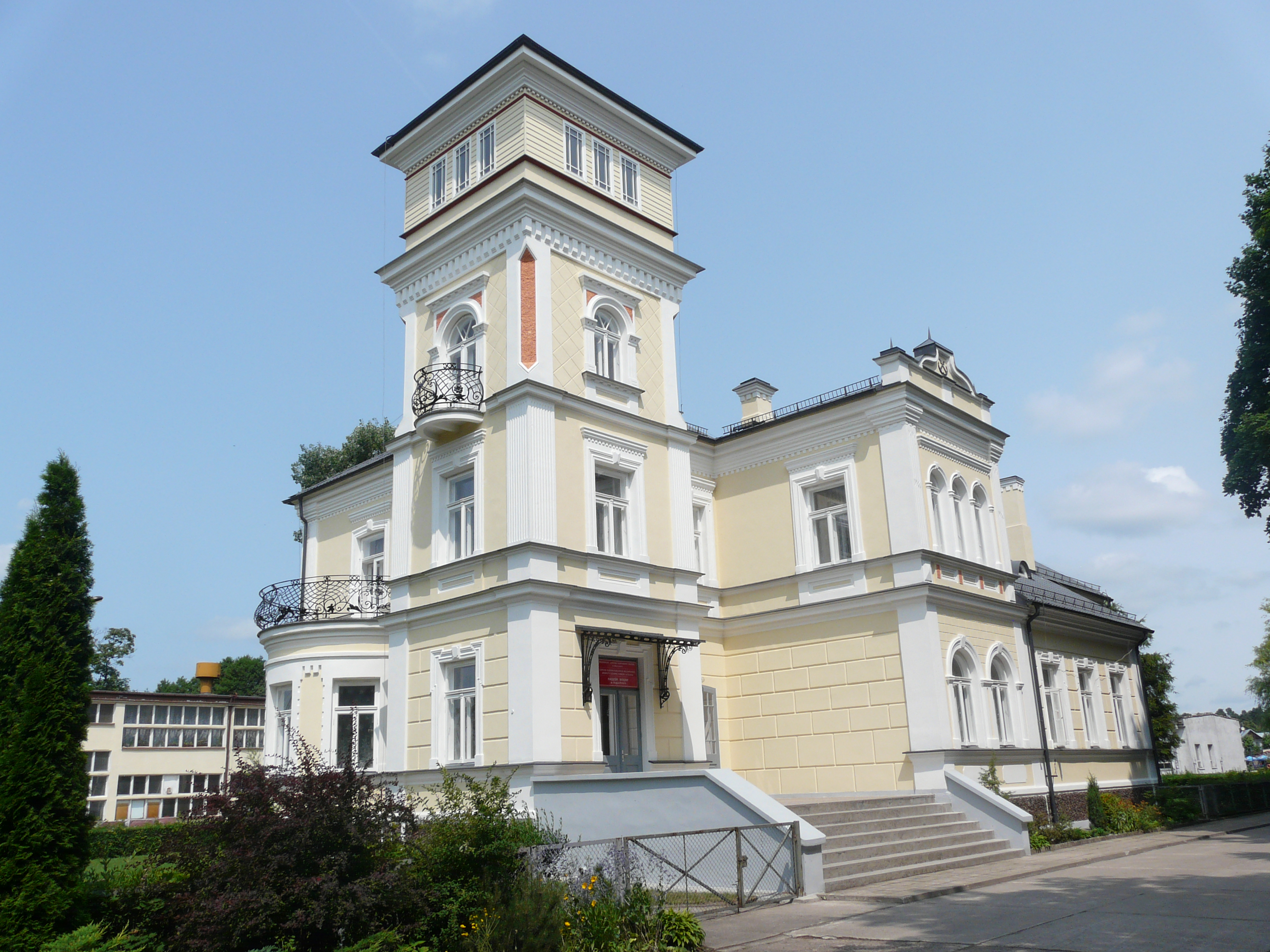
Budynek Zarządu Wodnego w Augustowie

W latach 1939–1941 Augustów znajdował się pod sowiecką okupacją. Miasto leżało w bezpośrednim sąsiedztwie linii Ribbentrop-Mołotow, stąd w jego okolicach rozlokowano około 9 tys. żołnierzy 86. Oddziału Białoruskiego Okręgu Wojsk Ochrony Pogranicza NKWD. Kwaterę dowództwa oddziału ulokowano w budynku Zarządu Wodnego, który znajdował się na cyplu półwyspu przy rzece Netcie. Nieopodal pałacyku Sowieci wybudowali areszt, zwany potocznie „barakiem”. Był to parterowy budynek, do którego budowy posłużyło drewno z rozebranych gajówek i leśniczówek z Puszczy Augustowskiej.
22 czerwca 1941 roku nazistowskie Niemcy dokonały inwazji na Związek Radziecki. Pierwsze tygodnie wojny miały bardzo pomyślny przebieg dla strony niemieckiej. Dywizjom Wehrmachtu udało się bowiem rozbić wojska nadgranicznych okręgów wojskowych ZSRR, a następnie wedrzeć się w głąb terytorium przeciwnika. Wobec szybkich postępów niemieckiego natarcia NKWD przystąpiło do likwidacji więźniów politycznych przetrzymywanych w strefie działań wojennych. Latem 1941 roku w więzieniach i aresztach na Kresach Wschodnich zamordowano od 20 tys. do 30 tys. osób.

## Przebieg masakry
Przygraniczny Augustów został objęty walkami już w pierwszym dniu wojny. Początkowo ciężar niemieckiego natarcia przyjęły na siebie strażnice 86. oddziału wojsk ochrony pogranicza. Wkrótce po rozpoczęciu działań wojennych dowódca oddziału, mjr G. K. Zdornoj, wydał rozkaz wymordowania wszystkich więźniów przetrzymywanych na posesji Zarządu Wodnego.
W tym czasie w celach aresztu przebywało 39 więźniów. Początkowo oprawcy planowali rozstrzelać ich pojedynczo przed budynkiem aresztu. W ten sposób zginęła pierwsza ofiara, Bronisław Guzik. Po jego zamordowaniu „pogranicznicy” postanowili jednak przyspieszyć likwidację więźniów. Idąc od celi do celi, otwierali drzwi i strzelali do bezbronnych ofiar. Nie oszczędzili nawet więźnia uważanego powszechnie za konfidenta. Po zakończeniu masakry żołnierze zamknęli areszt i wycofali się z posesji. Z powodu pośpiechu uszło jednak ich uwadze, że w celach pozostało kilku żywych więźniów (niektórzy byli ranni).
Naoczni świadkowie oceniali liczbę zamordowanych na około 30 osób. Prokurator Waldemar Monkiewicz z Okręgowej Komisji Badania Zbrodni przeciw Narodowi Polskiemu w Białymstoku twierdził natomiast, że ofiarą masakry padło około 34 więźniów. W gronie ofiar znalazł się dziesięcioletni Marian Jurewicz, którego zatrzymano pod zarzutem nielegalnego przekroczenia granicy. Zabito także co najmniej dwie kobiety. Wszystkie ofiary były narodowości polskiej.
Mord na więźniach augustowskiego aresztu był bezprawny nawet w świetle sowieckiego prawa, gdyż żadna z ofiar nie została wcześniej osądzona. Co więcej, dopiero 24 czerwca ludowy komisarz spraw wewnętrznych Ławrientij Beria wydał obwodowym urzędom NKGB rozkaz rozstrzelania wszystkich więźniów politycznych przetrzymywanych w zachodnich obwodach ZSRR, których ewakuacja w głąb kraju była niemożliwa.

## Epilog
Gdy sowieccy „pogranicznicy” wycofali się z posesji Zarządu Wodnego, ocalali więźniowie opuścili areszt i udali się do miasta, które zostało już zajęte przez oddziały niemieckie. Mieszkańcy natychmiast zorganizowali pomoc dla rannych.
Prawdopodobnie Niemcy próbowali wykorzystać sowiecką zbrodnię do celów propagandowych. Ocalały więzień Tadeusz Sobolewski twierdził, że odpowiednio „zainscenizowali” miejsce masakry, m.in. przybijając bagnetem do ściany ciało wspomnianego dziesięcioletniego chłopca. Następnie mieli sfotografować okaleczone zwłoki, a zdjęcia rozdawać mieszkańcom Augustowa.
Ofiary masakry pogrzebano w zbiorowej mogile. Staraniem jednego z mieszkańców Augustowa została ona odnowiona w 1988 roku. Zamordowanych więźniów upamiętnia niewielki pomnik, wzniesiony w 1993 roku nieopodal budynków Zarządu Wodnego i Zarządu Portu.